# Lindenstraße 10 (Quedlinburg)

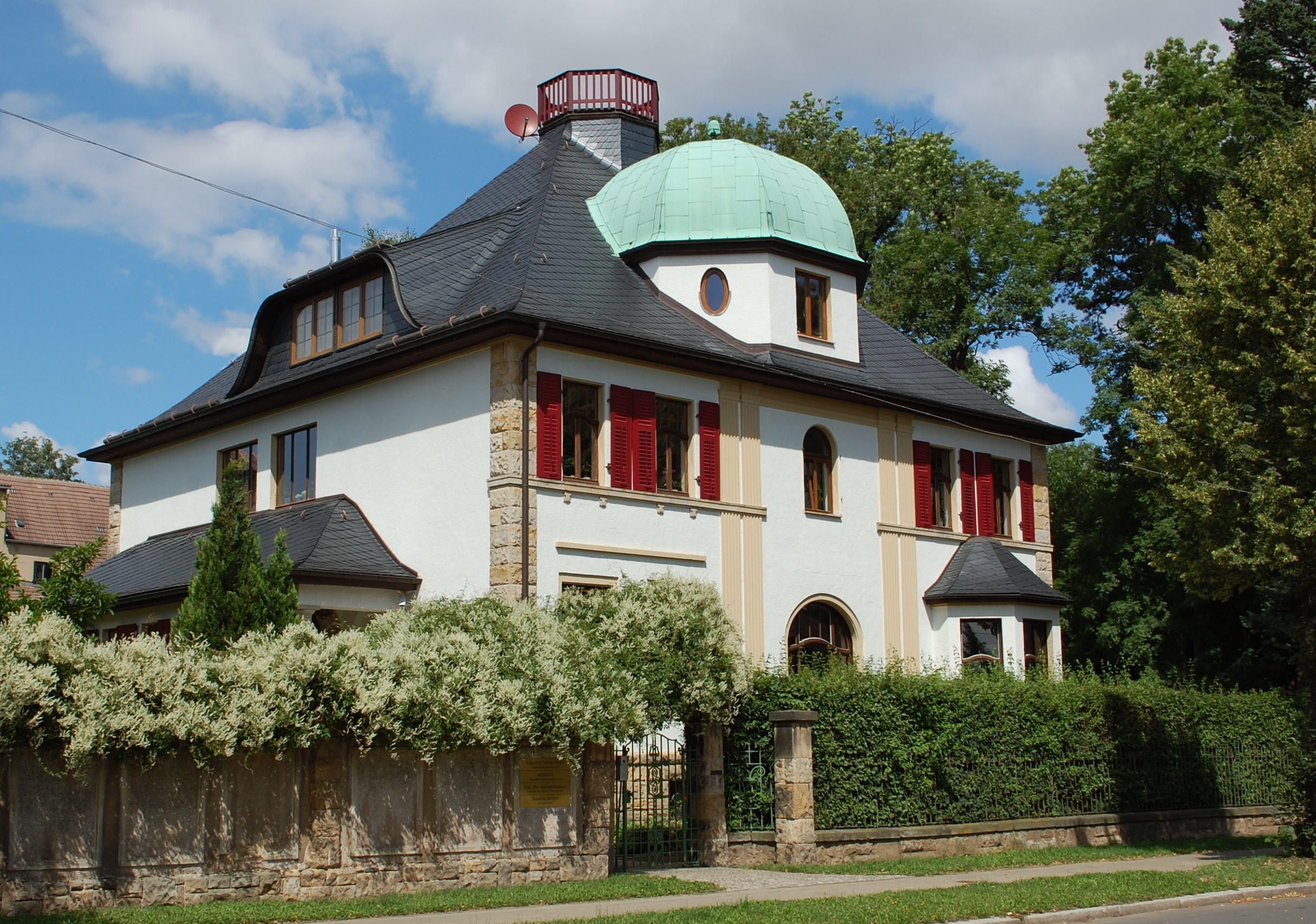
Haus Lindenstraße 10

Das Haus Lindenstraße 10 ist ein denkmalgeschütztes Gebäude in Quedlinburg in Sachsen-Anhalt.

## Lage
Die im Quedlinburger Denkmalverzeichnis eingetragene Villa befindet sich nördlich der historischen Quedlinburger Innenstadt. 

## Architektur und Geschichte
Die zweigeschossige Villa entstand etwa im Zeitraum 1910/1920 im Jugendstil auf einem quadratischen Grundriss. Sie gehörte als Fabrikantenvilla zum damals benachbarten, im Bereich des Samenanbaus und des Samengroßhandels tätigen Unternehmens Carl Beck & Comp. Bedeckt ist das verputzte Haus durch ein Walmdach, aus welchem eine, die Erscheinung des Gebäudes dominierende, große Haube herausragt. Es besteht eine von Säulen getragene Vorhalle. Die Fassade wird durch Pilaster gegliedert.
Auf der Rückseite des Anwesens befinden sich ursprünglich zum Unternehmen gehörige Häuser in Fachwerk- und Ziegelbauweise. Sie sind heute dem Grundstück Severinweg 7 zugeordnet.